# Хармад
Хармад (Хармид, др.-греч. Χαρμάδας; 168/167 год до н. э. — около 95 до н. э.) — древнегреческий философ.
Ученик Клитомаха, представитель Новой Академии. Преподавал в Афинах около 110 года до н. э. Цицерон особенно отмечает его красноречие и замечательную память. По философским воззрениям близок к Филону из Лариссы.